# Emilio Mújica Montoya
Emilio Mújica Montoya (* 23. Mai 1926 in Mexiko-Stadt; † 7. August 2011 ebenda) war ein mexikanischer Wirtschaftswissenschaftler, Regierungsbeamter und Politiker des Partido Revolucionario Institucional (PRI), der unter anderem von 1976 bis 1982 Minister für Kommunikation und Verkehr war.

## Leben
Emilio Mújica Montoya arbeitete nach dem Schulbesuch zwischen 1943 und 1948 in der Wasser- und Abwasserabteilung der Regierung des Bundesdistrikts Mexiko-Stadt (México, Distrito Federal) und begann 1944 ein Studium der Wirtschaftswissenschaft an der Nationalen Autonomen Universität von Mexiko (UNAM), welches er 1948 mit einer Arbeit über Wirtschaftszyklen und -entwicklung mit einem Licenciado en economía beendete. Nach Abschluss seines Studiums arbeitete er zunächst zwischen 1948 und 1950 als Ökonom im Ministerium für Kommunikation und öffentliche Arbeiten sowie 1950 im Ministerium für nationale Güter und administrative Inspektion. 1951 übernahm er eine Professur für Wirtschaftszyklen, Wirtschaftsprobleme, Außenhandel, Planung, Entwicklung und Internationale Wirtschaft an der UNAM an und lehrte dort bis 1973. Zu seinen prominentesten Studenten an der Nationalen Wirtschaftsschule zählten der spätere Abgeordnete Julio Faesler Carlisle und Jorge Tamayo, ein Schüler von Professor Eduardo Botas, der mit seinen Kommilitonen an der UNAM eine politische Gruppe namens „Enrique González Aparicio“ -Gruppe gründete; zu ihren Mitgliedern zählten der spätere Senator und Gouverneur des Bundesstaates Guerrero Alejandro Cervantes Delgado, die nachmalige Abgeordnete Marcela Lombardo Otero, der spätere Gouverneur des Bundesstaates Veracruz Agustín Acosta Lagunes, Nathan Warman und Sergio Luis Cano. Eine Rivalität mit dem späteren Minister für Landwirtschaft und Wasserressourcen Jorge de la Vega Domínguez stammte aus ihrer Zeit als studentische Aktivisten an der UNAM.
Er arbeitete außerdem von 1951 bis 1952 als Ökonom im Ministerium für Industrie und Handel und im Anschluss zwischen 1952 und 1953 in der Nationalen Finanzbank. Daneben engagierte er sich 1952, 1958 und 1964 als aktiver Teilnehmer an der Präsidenschaftswahlkämpfen der Partei der institionalisierten Revolution PRI (Partido Revolucionario Institucional) und arbeitete zwischen 1953 und 1958 als Analyst für den Nationalen Warenhauskonzern. 1956 schloss er seine Promotion zum Doktor der Wirtschaftswissenschaften an der Humboldt-Universität zu Berlin mit einer Dissertation über Marxistische Analyse ab. Er war des Weiteren zwischen 1959 und 1963 Dekan der wirtschaftswissenschaftlichen Fakultär der UNAM sowie von 1959 bis 1962 Sekretär des Beratungsgremiums des Direktors der Compañía Nacional de Subsistencias Populares (CONASUPO), ein ehemaliges Staatsunternehmen, das sich mit Maßnahmen im Zusammenhang mit dem Versorgungssystem befasste. Er fungierte von 1965 bis 1970 als Direktor für Fachplanung im damaligen Präsidialamt (Secretaría de la Presidencia de la República). 
Nach einer kurzen Tätigkeit 1971 als Direktor für Planung und Organisation beim staatlichen Eisenbahnunternehmen FERRONALES (Ferrocarriles Nacionales de México), fungierte er von 1972 bis 1973 als Koordinator für Wirtschaftsforschung und -lehre am El Colegio de México (COLMEX) und anschließend zwischen 1973 und 1975 als Berater von Finanzminister José López Portillo. Daraufhin war er von 1975 bis 1976 in Personalunion Direktor für den öffentlichen Sektor im Ministerium fü nationales Vermögen (Secretaría del Patrimonio Nacional) sowie Exekutivsekretär des Koordinierungsausschusses für die Industriepolitik des öffentlichen Sektors. Er gehörte des Weiteren von 1975 bis 1976 dem Beirat des zur PRI gehörenden Instituts für Politik-, Wirtschafts- und Sozialwissenschaften IEPES (Instituto de Estudios Políticos, Económicos y Sociales) als Mitglied an und war bei der Präsidentschaftswahl 1976 Koordinator der Wahlkampfausschüsse für Kommunikation und Verkehr.
Nach der Wahl von López Portillo zum Präsidenten übernahm Mújica Montoya in dessen Regierung am 1. Dezember 1976 das Amt als Minister für Kommunikation und Verkehr (Secretari de Comunicaciones y Transportes) und bekleidete dieses bis zum 30. November 1982. Er arbeitete von 1989 bis 1991 als Berater des Chefs der Regierung des Bundesdistrikts Mexiko-Stadt, Manuel Camacho Solís und fungierte daraufhin zwischen 1991 und 1993 als Generaldirekto des U-Bahn Mexiko-Stadt-Systems STC (Sistema de Transporte Colectivo Metro) in der Regierung des Bundesdistrikts. 1995 wurde er zudem Botschafter in Costa Rica und verblieb auf diesem diplomatischen Posten in San José bis 1996.

## Veröffentichung
- Corriendo las bases. Vivencias y opiniones, Ediciones El Caballito, 1990

## Hintergrundliteratur
- Roderic Ai Camp: Mexican Political Biographies, 1935–2009, University of Texas Press, Austin 2011, ISBN 978-0-292-72634-5, S. 492 f.
- Manuel Quijano Torres: 200 AÑOS DE ADMINISTRACIÓN PÚBLICA EN MÉXICO. LOS GABINETES EN MÉXICO: 1821–2012, S. 415, 548, INAP 2012 (Memento vom 26. Januar 2022 im Internet Archive)